# Manecas
Manuel Soares Marques, plus communément appelé Manecas, est un footballeur portugais né le 1er août 1917 à Lisbonne et mort le 20 février 1987. Il évoluait au poste de milieu.

## Biographie
Il réalise toute sa carrière au Sporting Portugal, passant plus de 16 saisons au club. Il y remporte 6 titres de champion ainsi que 4 coupes.
International, il reçoit 2 sélections en équipe du Portugal en 1945.

## Carrière
- 1935-1951 :  Sporting Portugal

## Palmarès

### En club
Avec le Sporting Portugal :
- Champion du Portugal en 1941, 1944, 1947, 1948, 1949 et 1951
- Vainqueur de la Coupe du Portugal en 1941, 1945, 1946 et 1948
- Vainqueur du Campeonato de Portugal (équivalent actuel de la coupe) en 1936 et 1938
- Champion de Lisbonne en 1936, 1937, 1938, 1939, 1941, 1942, 1943, 1945, 1947 et 1948
- Finaliste de la Coupe Latine en 1949